# Friedrich John (Kupferstecher)
Friedrich John (* 24. Mai 1769 in Marienburg, Polnisch-Preußen; † 2. September 1843 in Marburg an der Drau, Kaisertum Österreich) war ein Kupferstecher.

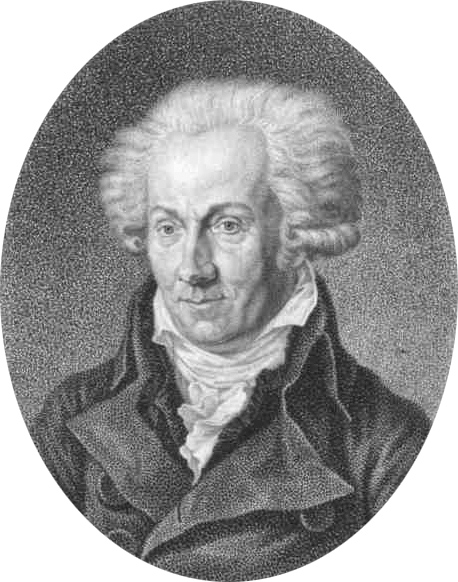
Werk von Friedrich John: Karl von Eckartshausen

Der Sohn eines Rechtsgelehrten machte zunächst eine kaufmännische Ausbildung und arbeitete für ein Warschauer Handelshaus. Während einer Geschäftsreise nach Großbritannien erfuhr er von der Insolvenz seines Arbeitgebers, was ihn zum Berufswechsel veranlasste. Bei Francesco Bartolozzi ließ er sich zum Kupferstecher ausbilden. Dieser hatte eine neue Technik entwickelt, die eine stärker räumliche Wirkung ermöglichte. Johns erstes eigenständiges Werk war ein Porträt der Maria Cosway. Anschließend kehrte er nach Warschau zurück, wo er Porträts für polnische Magnaten und schließlich auch für König Stanislaus II. August anfertigte. 
Mit einem Reisestipendium und einem Empfehlungsschreiben des Herrschers reiste er 1792 nach Wien, um seine Kunst an der dortigen Akademie bei Heinrich Füger zu perfektionieren. Kurz darauf brach der Russisch-Polnische Krieg aus und später wurde das Königreich Polen endgültig aufgeteilt, woraufhin John dauerhaft in Wien blieb. Der 1793/94 erfolgreich ausgeführte Auftrag des Kurfürsten von Bayern, 32 Porträts bayerischer Gelehrter nach Gemälden von Johann Georg Edlinger zu stechen, brachte John einen guten Ruf ein. Der Leipziger Verlag Göschen bestellte bei ihm Illustrationen zu einer Prachtausgabe von Werken Wielands und Klopstocks, an denen er ab 1795 arbeitete. 
Bedeutende großformatige Werke sind ein Stich nach Fügers Gemälde Abels Tod (1800) und ein Porträt der Fürstin Litta (geb. Prinzessin von Este) nach einer Vorlage von Barbe (1805). Für die von Johan Meerman ins Niederländische übersetzte Ausgabe von Klopstocks Messiade fertigte John zwischen 1805 und 1811 insgesamt 20 Bilder. Von 1815 bis 1832 steuerte er regelmäßig Blätter für die Taschenbuchreihe Aglaia (insgesamt 105 Stiche) bei, für die er Meisterwerke der Galerie Belvedere kopierte. 1832 zog er sich ins untersteirische Marburg (Maribor) zurück, wo er seine letzten Lebensjahre verbrachte.
Der Germanistikprofessor Richard Heinzel war sein Enkel.